# Tossals Bessons
Els Tossals Bessons és una muntanya de 429 metres entre els municipis de l'Albagés i de Castelldans, a la comarca catalana de les Garrigues.